# Haller Busbetrieb
Die Haller Busbetrieb GmbH ist ein regionales Busunternehmen im Heidekreis.
Das Familienunternehmen wurde in den 1960er Jahren von Ingrid und Heinz Haller gegründet. Am 1. Juli 2005 wurde das Unternehmen von der Regionalbus Braunschweig GmbH übernommen. Seitdem ist es auch eine 100%ige Tochtergesellschaft der Deutschen Bahn AG.
Das Unternehmen befördert etwa 400 Behinderte der Heide-Werkstätten GmbH täglich.